# چناررودخان
چناررودخان، روستایی از توابع بخش احمدسرگوراب شهرستان شفت در استان گیلان ایران است
این روستا در میان کوه‌های سرسبز و دره‌های خرم قرار گرفته و رودخانه‌ای پرآب به نام چنار رودخان از میان آن عبور می‌کند که به زیبایی و طراوت منطقه افزوده است.

## جمعیت
این روستا در شهرستان شفت قرار دارد و براساس سرشماری مرکز آمار ایران در سال ۱۳۸۵، جمعیت آن ۴۸۱ نفر (۱۱۷خانوار) بوده‌است. مردم روستای چناررودخان به زبان تالشی صحبت میکنند.
حدود 300 سال قبل و در زمان ناصرالدین شاه قاجار ، بخشی از ایل چگنی از لرستان به سمت خراسان و مازندران و گیلان کوچانده شدند.
بخشی که به سمت گیلان کوچانده شدند در منطقه ای به نام کومسار سکونت داشتند و در این منطقه حکومت تشکیل دادند . بعد از گذشت مدتی به دلیل اختلافاتی که با خانهای فومن داشتند به دستور دولت قاجار خانهای چگنی به شهر رشت و در منطقه شهرداری رشت منتقل شدند. 
این مسئله باعث شد تا رعیت ساکن در کومسار به سمت اطراف مهاجرت کنند . در این بین بخشی از رعیت کومسار با نظر خانه‌ای چگنی به منطقه چنار رودخان که در نزدیکی کومسار قرار دارد کوچانده شوند .
ساکنان فعلی چناررودخان از نظر ژنتیکی ، در واقع از ایل بزرگ چگنی لرستان هستند که به کومسار کوچانده شدند .